# Cleistochlamys kirkii
Cleistochlamys es un género monotípico de plantas fanerógamas, perteneciente a la familia de las anonáceas. Su única especie: Cleistochlamys kirkii (Benth.) Oliv., es  nativa de África central y oriental.

## Descripción
Es un arbusto o pequeño árbol de tallo débil, que alcanza un tamaño de  2,5-7 (-10) m de altura, por lo general es muy ramificado y desordenado.

## Distribución y hábitat
Se encuentra en el bosque abierto con Brachystegia; a una altitud de 50-500 metros en el este de África. Entre arbustos y matorrales en los valles secos, a menudo de aluvión, a una altitud de 60-900 metros, en la zona del río Zambeze.

## Taxonomía
Cleistochlamys kirkii fue descrita por (Benth.) Oliv. y publicado en Journal of the Linnean Society, Botany 9: 175, en el año 1865.
Sinonimia
- Popowia kirkii Benth.[4]
- Unona parvifolia var. petersii Engl.[2]